# Anne Julia Hagen

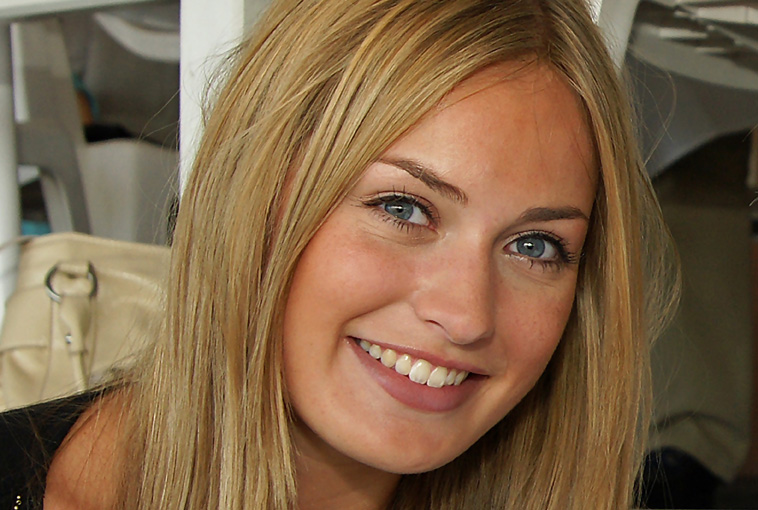
Anne Julia Hagen (2010)

Anne Julia Hagen (* 22. Mai 1990 in Berlin) ist eine deutsche Schönheitskönigin. 
2009 gewann sie die Wahl zur Miss Berlin. Sie wurde am 13. Februar 2010 im Europa-Park Rust zur Miss Germany gewählt. Die als Miss Berlin angetretene Studentin für Kulturwissenschaft, Anglistik und Amerikanistik setzte sich gegen 21 Konkurrentinnen durch.
Hagen trat von 2006 an unregelmäßig in der Süper Tiger Show auf ZDFneo als „Cay-Mädchen Sonja“ auf.
2009 legte sie ihr Abitur an der Katholischen Schule Salvator in Berlin ab.
Im November 2010 gründete sie mit einem Partner das mittlerweile eingestellte Integrationsprojekt „Der Lernpate – Kinder für Kinder“, bei dem Kinder zusätzlich zur normalen Schulbetreuung Hilfe bei den Hausaufgaben und andere Unterstützung bekommen.
Von 2018 bis 2019 trat sie in der US-amerikanischen Version der niederländischen Spieleshow Deal or No Deal als Briefcase-Model auf.